# شهرستان کامسکو-اوستینسکی
شهرستان کامسکو-اوستینسکی (به لاتین: Kamsko-Ustyinsky District) یک شهرستان در روسیه است که در تاتارستان واقع شده‌است.